# 威嚴號戰艦
庄严号战列舰（HMS Majestic）是英國皇家海軍的一艘前無畏艦。它于1895年服役。它在海峡舰队服役到1904年，之后被分配到大西洋舰队。1907年，它加入本土艦隊。从1912年起，她成为第七战斗中队的一员。
第一次世界大战爆发后，庄严号战列舰又被被派往海峡舰队，不久又前往诺尔河和亨伯河口巡邏。1915年初，它又被派往地中海，参加加里波利海战。該軍艦參與对奥斯曼帝国堡垒的轰炸，并支援協約國軍隊在加里波利半島的登陆。1915年5月27日，一艘德國U型潜艇在海勒斯角發射鱼雷擊沉庄严号战列舰，船上49人陣亡。
2021年10月，庄严号战列舰的水下殘骸開始對潛水遊客開放。